# 长叶苎麻
长叶苎麻（学名：Boehmeria penduliflora）为荨麻科苎麻属的植物。分布于印度、尼泊尔、泰国、缅甸、老挝、越南、不丹以及中国大陆的西藏、广西、云南、四川、贵州等地，生长于海拔500米至2,000米的地区，常生于山谷林中、丘陵、林边、灌丛中和溪边，目前尚未由人工引种栽培。

## 别名
水细麻、水麻（云南） 折听藤、米顶心（广西）